# Krisnaradjah IV
Le maharadjah Krishnaradjah IV (Nalwadi Krishnaradjah Wadiyar; 4 juin 1884 – 3 août 1940) est le 24e maharadjah du royaume de Mysore, de 1894 jusqu'à sa mort en 1940. Au moment de sa mort, il est l'un des hommes les plus riches du monde, avec une fortune personnelle estimée à 400 millions de dollars de 1940 (soit environ 7 milliards de dollars de 2018), et le deuxième plus riche prince indien derrière Osman Ali Khan, le Nizam d'Hyderabad.
C'est un despote éclairé, dont Paul Brunton a pu dire qu'il incarnait l'idéal du prince-philosophe décrit par Platon dans sa République. Lord Samuel l'a comparé à l'empereur Açoka et Mahatma Gandhi l'a qualifié de roi-saint (Rajarshi).

## Premières années

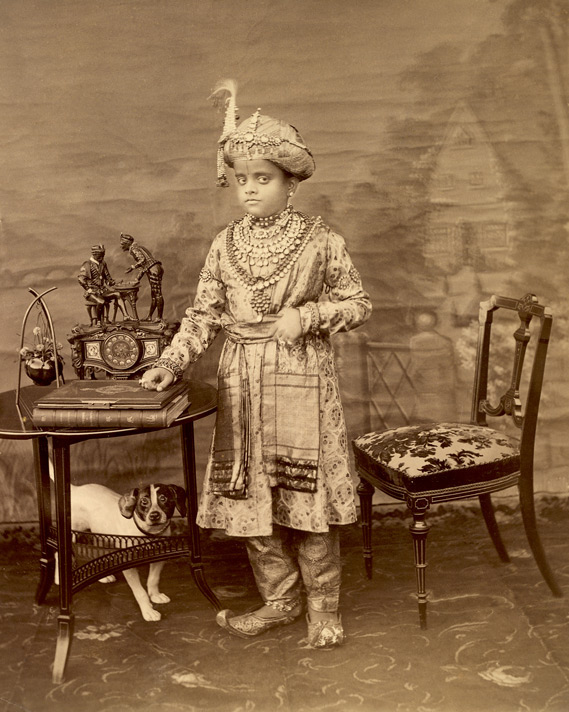
Photo de Krishna Radjah Wadiyar IV prise le 2 février 1895, alors qu'il n'avait que 10 ans.

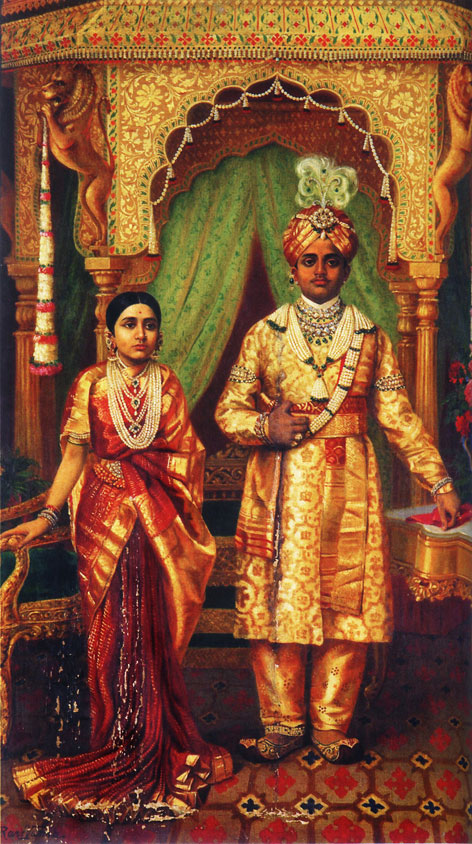
Mariage de Krishnaradjah IV et de Rana Prathap Kumari de Kathiawar (tableau de 1904).

Krishnaraja Wadiyar IV, né le 4 juin 1884 au palais de Mysore, est le fils aîné du maharadjah Chamarajendra Wadiyar X et de la maharani Vani Vilas Sannidhana. À la mort de son père, à Calcutta en 1894, la mère de Krishnaraja Wadiyar assure la régence jusqu'au 8 août 1902.
Le maharadjah reçoit son éducation élémentaire au palais de Lokaranjan sous la direction d'un précepteur, P. Raghavendra Rao. Outre la culture britannique, il apprend le kannada et le sanskrit, l'équitation et la musique. Son éducation politique est amorcée par un diplomate britannique en poste au Bombay Civil Service, Stuart Fraser. Il complète l'étude du droit constitutionnel et des finances publiques par des tournées à travers l'Inde, qui le familiarisent avec la nature du pays qu'il est appelé à gouverner.
Le 6 juin 1900, il épouse la maharani Pratapa Kumari Ammani de Kathiawar (née en 1889), fille benjamine de Rana Sri Bane Sinhji Sahib, seigneur de Vana dans le Kâthiâwar, district du Gujarat.

## Règne
Peu après la mort du maharadjah Chamaradjendra X le 28 décembre 1894, Krishnaraja, à peine âgé de onze ans, monte sur le trône le 1er février 1895. La régence est exercée par sa mère jusqu'au 8 février 1902. Krishna IV est investi en tant que Maharadjah de Mysore de plein droit par le vice-roi Lord Curzon le 8 août 1902 lors d'une cérémonie au Palais de Jaganmohana.
Krishnaradjah Wodeyar est soucieux avant tout de promouvoir l'éducation de ses sujets. Krishna Radjah est le premier chancelier de l’université hindoue de Bénarès et de l’Université de Mysore, la première université publique fondée par un état indien (1916). Il crée l'école d'ingénieurs de (UVCE) en 1917. L’Indian Institute of Science de Bangalore, fondé sous la régence de sa mère, ne démarre véritablement ses activités que sous son règne grâce à la donation, en 1911, de 150 ha de terrain et d'un fonds royal.
Le nouveau monarque étant un musicien accompli, il fait, comme ses prédécesseurs, une carrière de mécène. Il subventionne tout autant les interprètes de musique traditionnelle indienne, la musique carnatique et hindoustanie, que ceux de musique classique. Pour ces raisons, son règne est souvent décrit comme l'« âge d'or de Mysore. »
Mysore a été le premier état indien à jouir d'une assemblée représentative, un forum démocratique, nommé en 1881. Sous le règne de Krishna Raja IV, le Parlement est élargi et devient bicaméral en 1907 grâce à création du  conseil constitutionnel, un groupe d'anciens qui réforme les institutions de l’État. Mysore est le premier état d'Asie à produire de l'hydroélectricité (chutes de Shivanasamudram, 1902 ; barrage de Vani Vilasa, 1907; barrage Krishna-Radjah, 1923), et Bangalore la première grande ville d'Asie à disposer d'un éclairage public (5 août 1905).
Au long des 39 années de son règne en tant que maharadjah, Krishna Radjah IV nomme les diwans (premiers ministres) suivants :
1. P. N. Krishnamurti (1901–06)
2. V. P. Madhava Rao (1906–09)
3. T. Ananda Rao (1909–1912)
4. M. Visvesvaraya (1912–19)
5. M. Kantaraj Urs (1919–22)
6. Albion Rajkumar Banerjee, ICS, (1922–26)
7. Mirza Ismail (1926-1941; Krishnaradjah IV mort en 1940)

Il s'efforce de soulager la pauvreté et d'améliorer l'habitat rural, la santé publique (hôpital ophtalmologique de Minto, 1903), de redéployer l'industrie et l'économie (par l'électrification). Les progrès accomplis par le royaume de Mysore au cours de cette période ont poussé Mahatma Gandhi à qualifier le maharadjah de « saint monarque » (Rajarishi). Paul Brunton, philosophe et orientaliste britannique ; John Gunther, écrivain américain et Lord Samuel ont eux-mêmes fait l’éloge de ce roi  En hommage au gouvernement pondéré et ouvert de Krishnaraja Wadiyar IV, Lord John Sankey a déclaré lors de la Round Table Conference de Londres en 1930 que « Mysore est l’État le mieux gouverné au Monde. ». Les princes d'autres provinces de l'Inde venaient à Mysore pour y prendre des principes de bon gouvernement.

## Le mécène
Le Radjah est un connaisseur de musique carnatique et de musique hindoustanie. Il joue de huit instruments de musique : flûte, violon, saxophone, piano, mridangam, nadaswara, sitar, et de la vînâ. Les membres de l'Agra Gharana, dont Nattan Khan et Ustad Vilayat Hussain Khan, sont les hôtes du maharadjah à Mysore, tout comme Abdul Karim Khan et Gauhar Jaan. Barkatullah Khan fut musicien à la cour à partir de 1919.
Il est un mécène de l'écrivain Asthana Vidwan Kadagathur Seshacharya, célèbre pour ses contributions au sanskrit, qui compose quelques poésies en langue kannada.
Mahatma Gandhi rend en 1925 hommage au Maharadjah de Mysore pour s'être remis à la pratique du filage traditionnel, et y avoir encouragé ses sujets.

## Titres et distinctions
- 1884–1894: prince de Mysore
- 1894–1907: Maharadjah de Mysore
- 1907–1910: Commandeur de l’Ordre de l'Étoile d'Inde
- 1910–1917: Colonel de l’armée britannique
- 1917–1940: Commandeur de l’Ordre de l'Empire britannique